# Chodec

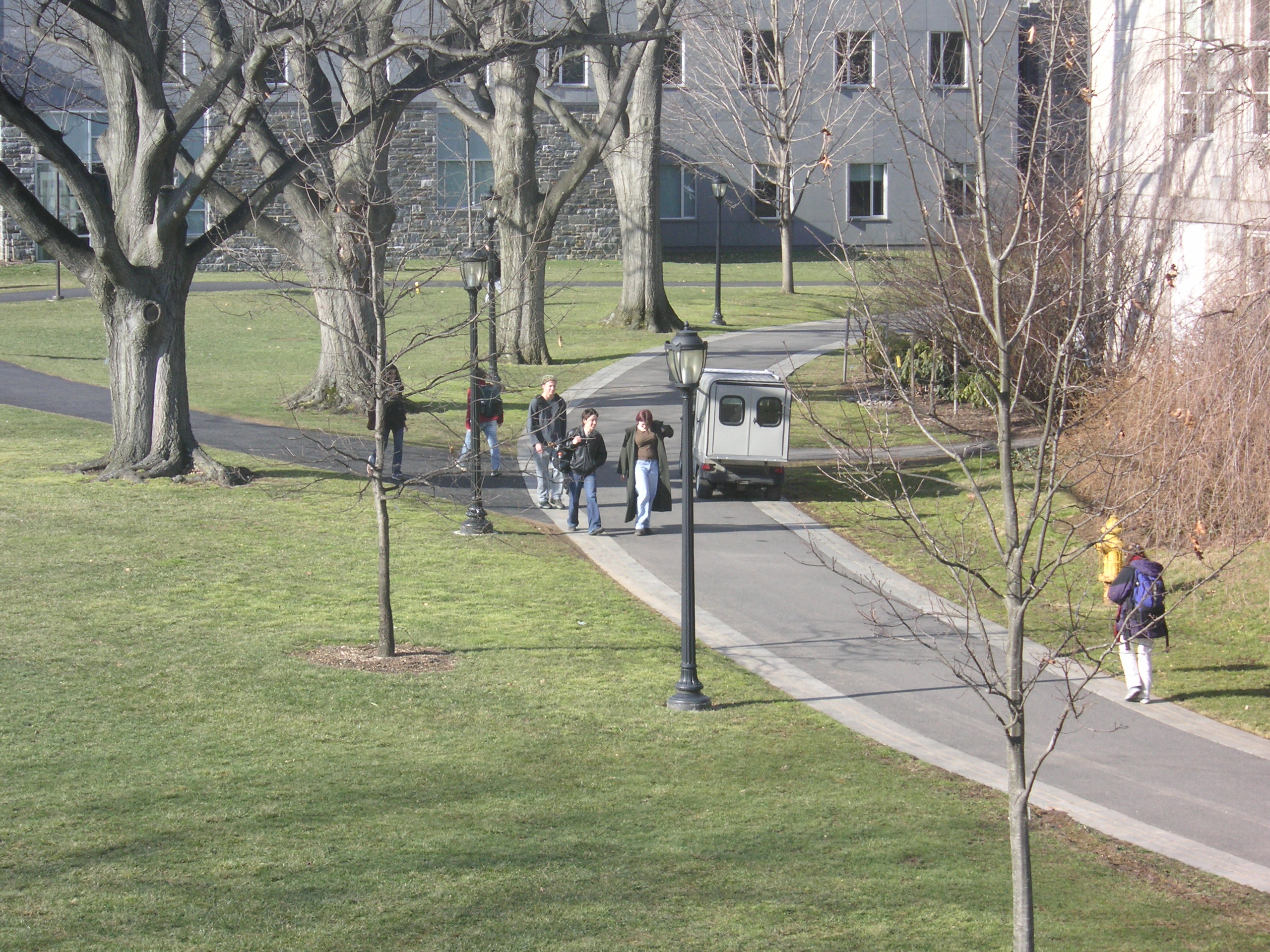
Chodci

Chodec je označení pro osobu, která se pohybuje pomocí chůze. Slovo se používá jako termín v silničním provozu. Řidčeji se užívá též jako označení sportovce provozujícího závodní chůzi (též rychlochodec), pěšího turisty, tuláka, pěšího cestovatele a podobně.
V pravidlech silničního provozu je chodec definován v užším významu jako účastník provozu na pozemních komunikacích. V Česku je podle § 2 písm. j) Zákona o silničním provozu (dále ZSP) za chodce považována i „osoba, která tlačí nebo táhne sáňky, dětský kočárek, vozík pro invalidy nebo ruční vozík o celkové šířce nepřevyšující 600 mm, pohybuje se na lyžích, kolečkových bruslích nebo obdobném sportovním vybavení, anebo pomocí ručního nebo motorového vozíku pro invalidy, vede jízdní kolo, motocykl o objemu válců do 50 cm3, psa a podobně“ (koloběžka je pro účely ZSP podle § 57 odst. 2 považována za jízdní kolo).

## Chůze po pozemní komunikaci
Způsob chůze po pozemní komunikaci stanoví § 53 ZSP.
Chodec musí užívat přednostně chodníku nebo stezky pro chodce. Na stezce pro chodce a cyklisty se chodci a cyklisté nesmějí vzájemně ohrožovat a jsou-li odděleny pruhy pro chodce a cyklisty, mohou do jiného než svého pruhu vstoupit nebo vjet jen při obcházení (objíždění), předcházení (předjíždění), vcházení (vjíždění), odbočování apod. Osoba pohybující se na lyžích, kolečkových bruslích nebo obdobném sportovním vybavení nesmí na chodníku nebo na stezce pro chodce ohrozit ostatní chodce. Má-li komunikace více chodníků, není stanoveno, kterého chodníku má chodec užít. V současné době není stanoveno, po které straně chodníku je chodec povinen jít – v minulosti platilo, že po chodníku se chodí vpravo. Pokud však chodníku užije organizovaný útvar chodců, musí jít vpravo a nejvýše ve dvojstupu.
Levé krajnice a není-li to možné, pak levého okraje vozovky užije chodec tam, kde není chodník nebo je neschůdný. Na krajnici nebo při okraji vozovky mohou jít nejvýše dva chodci vedle sebe, v nebezpečných úsecích nebo obdobích pouze za sebou.

### Povinnosti řidičů vůči chodcům jdoucím po komunikaci
Podle § 16 ZSP musí řidič, který při objíždění chodce vybočuje ze směru své jízdy, dávat znamení o změně směru jízdy a nesmí při objíždění omezit protijedoucí řidiče ani ohrozit žádné účastníky provozu. Cyklista nebo jezdec na zvířeti jedoucí po pravé krajnici nesmí ohrozit ani omezit chodce (§ 57 odst. 2 a § 60 odst. 4 ZSP). Podle § 5 odst. 2 písm. f) nesmí řidič „ohrozit chodce… při odbočování na místo ležící mimo pozemní komunikaci, při vjíždění na pozemní komunikaci a při otáčení nebo couvání.“ V ostatních případech mají řidiči vůči chodcům vždy obecnou povinnost chovat se ohleduplně a ukázněně (§ 4 písm. a) a dbát zvýšené opatrnosti zejména vůči dětem a některým kategoriím zdravotně postižených osob. (§ 5 písm. d).

### Chodci v postavení obdobném vozidlům
Osoba, která vede ruční vozík o šířce nejméně 600 mm, pěšky doprovází vedená nebo hnaná zvířata s výjimkou psa nebo jako vozka pěšky doprovází potahové vozidlo, nemá status chodce přiznán výslovně a řídí se především speciálními pravidly pro příslušný druh vozidla nebo útvaru (§ 59 a 60 ZSP).
Pravé krajnice nebo pravého okraje vozovky užije:
- chodec nesoucí předmět, jímž by mohl ohrozit provoz na chodníku
- osoba na vozíku pro invalidy, pokud nemůže užít chodník nebo by jeho užitím ohrozila provoz
- osoba vedoucí jízdní kolo nebo moped; neohrozí-li chodce, může však užít i chodník
- pravého okraje vozovky, popřípadě pravé krajnice osoba táhnoucí nebo tlačící ruční vozík o šířce nejméně 600 mm
- pravého okraje vozovky organizovaný útvar chodců, nevyplývá-li z pravidel o jízdě v jízdních pruzích jinak a neužije-li chodníku

Vozka, který nejede na vozidle, musí jít po pravé straně vozidla.
Organizovaný útvar chodců (nazývaný též organizovaná skupina chodců), například příslušníků ozbrojených sil, školní mládeže nebo průvod má v provozu speciální postavení přiměřeně obdobné jako řidiči a vozidla (dle § 56 ZSP a dalších ustanovení). Tato ustanovení však neplatí pro organizovanou skupinu předškolních dětí. Za dodržování povinností obdobných povinnostem řidiče odpovídá vedoucí útvaru, jímž může být jen osoba starší 15 let, která je k tomu dostatečně způsobilá. Jde-li o útvar školní mládeže nebo předškolních dětí, je vedoucí útvaru je oprávněn při přecházení vozovky zastavovat vozidla.
Na organizovaný útvar chodců se vztahují obdobně a přiměřeně ustanovení o směru a způsobu jízdy (jízda vpravo, v jízdních pruzích, podél dopravních ostrůvků, vjíždění na tramvajový pás a jeho přejíždění, objíždění překážky, objíždění tramvaje a povinnost zastavit za autobusem přepravujícím děti nebo za tramvají stojící v zastávce bez nástupiště, vyhýbání, odbočování, jízda křižovatkou, vjíždění na pozemní komunikaci, otáčení a couvání, zastavení a stání, jízda přes železniční přejezd, znamení o změně směru jízdy). Za snížené viditelnosti musí být organizovaný útvar chodců při chůzi po vozovce označen vpředu po obou stranách neoslňujícím bílým světlem a vzadu po obou stranách neoslňujícím červeným světlem. Označení světly může být nahrazeno oděvními doplňky s označením z retroreflexního materiálu v provedení stanoveném vyhláškou. Na mostě nesmí jít útvar jednotným krokem.
Na průvodce vedených nebo hnaných zvířat se vztahují obdobné požadavky a povinnosti jako na vedoucího organizovaného útvaru školní mládeže a stádo zvířat je v obdobném postavení jako organizovaný útvar chodců. Navíc má povinnost dbát zvýšené opatrnosti vůči dětem, zdravotně postiženým, řidičům začátečníkům a zvířatům, povinnost podrobit se vyšetření na ovlivnění návykovou látkou, a povinnost umožnit přejití chodcům na přechodu, vztahují se na něj rovněž pravidla pro předjíždění, pravidla pro případ zastavení na železničním přejezdu a povinnosti řidiče vůči vozidlům s právem přednostní jízdy a vozidlům vybaveným výstražným oranžovým světlem.
Osoba na lyžích, kolečkových bruslích nebo obdobném sportovním vybavení může užít k jízdě jízdního pruhu pro cyklisty nebo stezky pro cyklisty, přitom je povinna se řídit pravidly a signály pro cyklisty. (§ 57 odst. 7 ZSP)

## Přecházení pozemní komunikace a dráhy

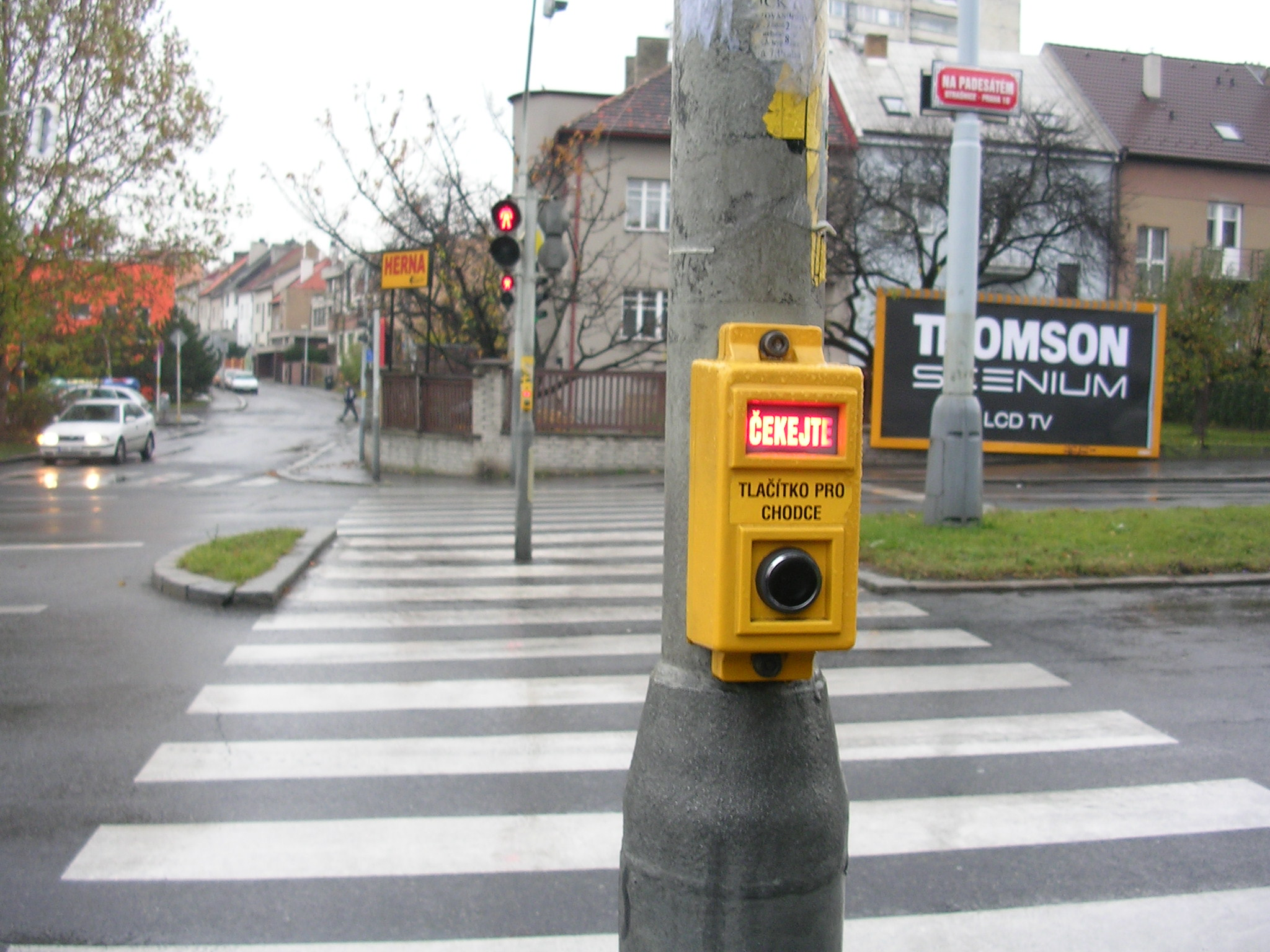
Přechod pro chodce se signalizací s tlačítkem pro chodce.

Přecházení vozovky upravuje § 54 Zákona o provozu na pozemních komunikacích. Chodec nesmí přecházet vozovku, nalézá-li se ve vzdálenosti bližší než 50 metrů křižovatka s řízeným provozem, přechodu pro chodce, místo pro přecházení vozovky, podchod nebo nadchod označené příslušnými dopravními značkami. Chodec nesmí překonávat zábradlí nebo jiné zábrany na vozovce. Zákon stanoví i povinnosti řidičů vůči chodcům přecházejícím po přechodu pro chodce nebo vozovku mimo přechod. Světelné signály pro chodce stanoví § 74 Zákona o silničním provozu. Zastavovat vozidla kvůli přecházení vozovky chodci může v souladu se zákony též policista, strážník nebo pověřená osoba.
Vzhledem k nejasné definici vozovky nejsou jednoznačná pravidla pro přecházení stezek pro jezdce na zvířeti, stezek pro cyklisty, parkovacích nebo odstavných pruhů, některých druhů účelových komunikací, například samostatných parkovišť a podobných ploch, atd.
Přecházení tramvajového pásu není právními předpisy dostatečně upraveno, v praxi se obvykle uplatňují obdobně pravidla pro přecházení vozovky. Vyznačení přechodu pro chodce nebo umístění světelných signálů pro chodce v místě přechodu přes tramvajový pás nebo samostatnou tramvajovou dráhu je právně sporné, přecházení mimo takto vyznačená místa rovněž. Vstup na dráhu mimo k tomu určená místa zakazuje v § 4a Zákon o dráhách (266/1994 Sb. ve znění pozdějších změn). Z tohoto zákazu jsou však vyjmuta místa křížení dráhy s pozemní komunikací a dráha v úseku, kde je vedena po pozemní komunikaci. Styk dráhy s provozem chodců (pěších osob) v místech, která nejsou pozemními komunikacemi, řeší Zákon o dráhách nedostatečně.
Přecházení chodců přes železniční přejezd upravuje § 55 Zákona o silničním provozu. Chodci nesmějí vstupovat na přejezd v případech obdobným těm, kdy řidič podle § 29 ZSP na přejezd nesmí vjíždět. Železniční přejezd je podle § 2 písm. bb) ZSP „místo, kde se úrovňově kříží pozemní komunikace se železnicí, popřípadě s jinou dráhou ležící na samostatném tělese, a označené příslušnou dopravní značkou.“ Za železniční přejezd se tedy považuje i křížení dráhy s pěší pozemní komunikací a také křížení samostatné tramvajové dráhy s jízdní nebo pěší pozemní komunikací. Přejezd nebo přechod, jehož přístupové cesty nemají status pozemní komunikace (např. stezky a pěšiny ve smyslu Zákona o ochraně přírody a krajiny, nástupiště zastávek apod.), je tedy v právně nejasném postavení, ale i taková místa se často označují jako železniční přejezd.

## Nástup přes vozovku
Podle § 15 Zákona o silničním provozu v některých případech, zastaví-li vozidlo hromadné dopravy osob v zastávce, musí řidič jiného vozidla za ním zastavit a může pokračovat v jízdě teprve tehdy, neohrozí-li vystupující a nastupující. Typickým případem je tramvajová zastávka bez nástupního ostrůvku s nástupem přes vozovku. Přesto hrozí nezanedbatelné riziko, že řidič zastávku přehlédne. Takzvaná zastávka vídeňského typu má vozovku v místě zastávky zvýšenou, což usnadňuje cestujícím nástup do vozidla a zároveň zvýrazňuje zastávku pro silniční vozidla. Podle § 49 odst. 2 Zákona o silničním provozu smí čekající vstoupit do vozovky až po zastavení vozidla v zastávce.
Vyžadují-li provozní důvody, aby cestující vystupovali z vozidla hromadné dopravy osob nebo do něj nastupovali mimo zastávku a přitom vstupovali do vozovky, je dopravce oprávněn k zajištění bezpečnosti zastavovat ostatní vozidla.

## Pěší a obytná zóna
V obytné a pěší zóně (§ 39 ZSP) smějí chodci užívat pozemní komunikaci v celé její šířce. Hry dětí na pozemní komunikaci jsou dovoleny jen v obytné zóně. Projíždějící řidič musí dbát zvýšené ohleduplnosti vůči chodcům a nesmí je ohrozit, v případě nutnosti musí zastavit vozidlo. Chodci i hrající si děti musí umožnit vozidlům jízdu.

## Dopravní značky a signály týkající se chodců

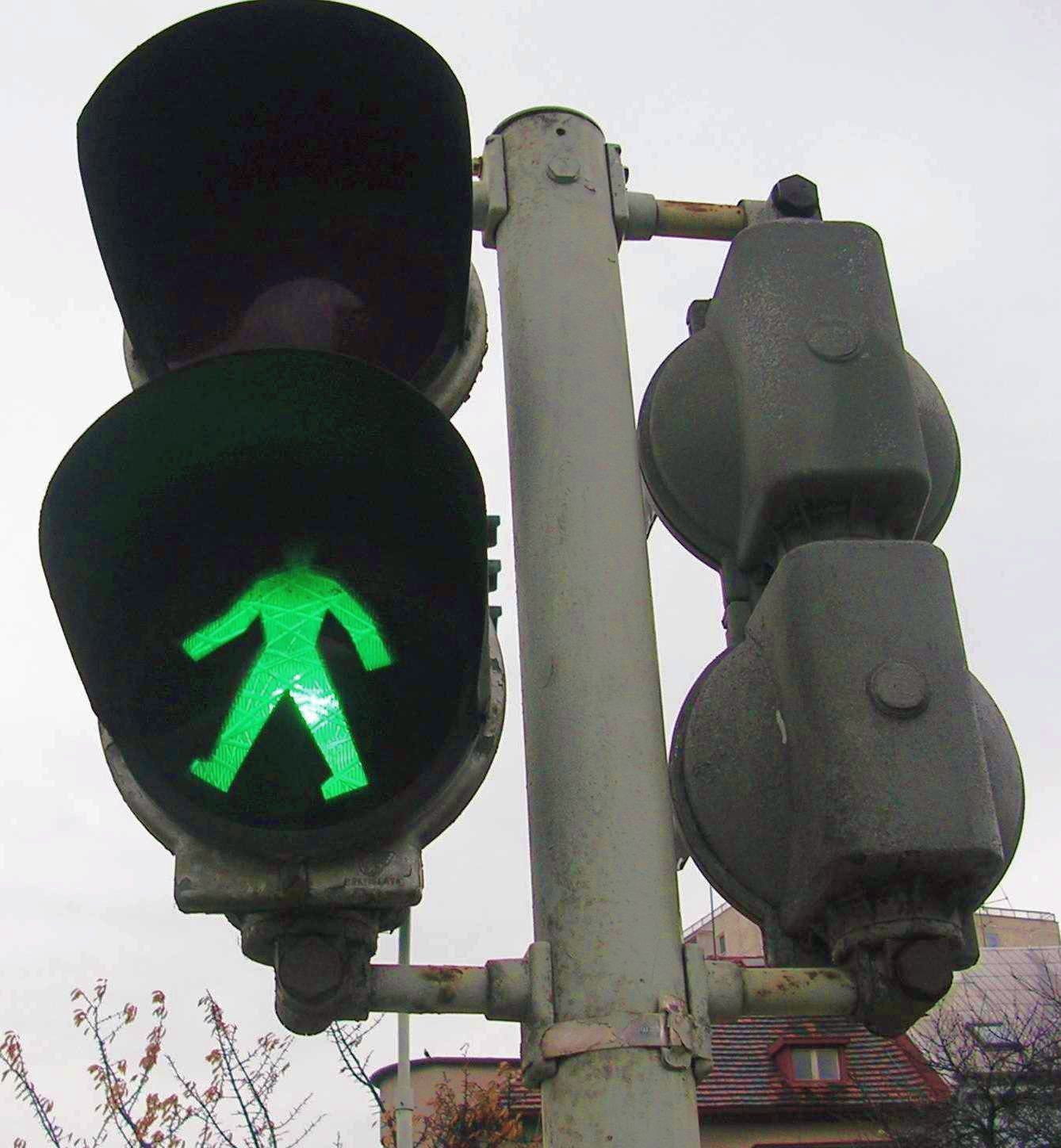
Signál pro chodce se znamením Volno

Chodců se týkají zejména tyto dopravní značky podle vyhlášky č. 30/2001 Sb. v platném znění:
- B 30 Zákaz vstupu chodců (jako dopravní značka je závazná jen při použití na pozemní komunikaci. Při použití shodného symbolu (značky) na jiném místě, například pro zákaz vstupu na samostatnou tramvajovou dráhu, železniční nebo zemědělský pozemek apod., nejde o dopravní značku v právním smyslu, ale o obecně srozumitelný projev toho, kdo značku umístil).
- C 7a Stezka pro chodce, C 7b Konec stezky pro chodce
- C 9a, C 10a Stezka pro chodce a cyklisty, C 9b, C 10b Konec stezky pro chodce a cyklisty
- V 1 až V 3 Podélné čáry – vymezují také pruhy pro chodce a pro cyklisty na společné stezce
- V 15 Nápisy na vozovce – grafickým symbolem označují i určení pruhů na stezce
- IP 27a Pěší zóna, IP 27b Konec pěší zóny
- IP 26a Obytná zóna, IP 26b Konec obytné zóny
- V 4 Vodicí čára (vymezuje hranici krajnice)
- V 13 Šikmé rovnoběžné čáry, Křivky: vymezují část komunikace, která nepatří k vozovce
- C 14a Jiný příkaz, B 32 Jiný zákaz
- IP 3 Podchod nebo nadchod
- IP 6 Přechod pro chodce
- A 11 Pozor, přechod pro chodce!
- V 7 Přechod pro chodce (vodorovná značka, „zebra“)
- A 12 Děti
- A 19 Cyklisté (například v místech křížení chodníku se stezkou pro cyklisty)
- A 25 Tramvaj (upozorňuje chodce na přechod tramvajové dráhy)
- A 32a, A 32b Výstražný kříž pro železniční přejezd (používá se i na pěších přechodech přes dráhu)
- Informativní značky: IS 22a – IS 22f Označení názvu ulice, IS 23 Kulturní nebo turistický cíl – návěst, IS 24 Kulturní, turistický nebo komunální cíl, IJ 1 Policie, IJ 2 Nemocnice, IJ 3 První pomoc, IJ 4 Zastávka, IJ 5 Informace, IJ 6 Telefon, IJ 10 Hotel nebo motel, IJ 11 Restaurace / Občerstvení, IJ 12 WC, IJ 14 Tábořiště

Signály:
- S 9a Signál pro chodce se znamením Stůj!
- S 9b Signál pro chodce se znamením Volno
- S 13a až S13c Signály pro chodce a cyklisty (tříbarevná soustava)
- S 14 Signály přejezdového zabezpečovacího zařízení
- S 4 Signál žlutého světla ve tvaru chodce

## Reflexní ochranné prvky
Důležitým způsobem ochrany chodců v provozu jsou reflexní ochranné prvky. Jsou součástí ochranných pracovních vest pro osoby, které při práci vstupují do vozovky, například pro počišťovače, policisty a podobně. Reflexními nášivkami a součástmi bývají často opatřeny například dětské bundy či obuv, školní aktovky atd. Toto vybavení může být součástí standardů pro výrobu dětského ošacení či vybavení.
Česká pravidla silničního provozu až do roku 2016 obecně od chodců retroreflexní označení nevyžadovala, zmiňovala je jen například v případě řidiče nacházejícího se mimo vozidlo na pozemní komunikaci mimo obec v souvislosti s nouzovým stáním (nevztahuje se na řidiče nemotorových vozidel, mopedů a motocyklů).
Novelizační zákon 46/2016 Sb. vložil do § 53 zákona č. 361/2000 Sb. nový odstavec 9, který zní: „Pohybuje-li se chodec mimo obec za snížené viditelnosti po krajnici nebo po okraji vozovky v místě, které není osvětleno veřejným osvětlením, je povinen mít na sobě prvky z retroreflexního materiálu umístěné tak, aby byly viditelné pro ostatní účastníky provozu na pozemních komunikacích.“
Podle § 56 odst. 2 zákona 361/2000 Sb. může být oděvními doplňky s označením z retroreflexního materiálu nahrazeno povinné označení organizovaného útvaru chodců světly za snížené viditelnosti (vpředu po obou stranách neoslňujícím bílým světlem a vzadu po obou stranách neoslňujícím červeným světlem). Pro tento účel vzory a způsob užití oděvních doplňků s označením z retroreflexního materiálu stanoví prováděcí právní předpis.